# 月に寄りそう乙女の作法2
『月に寄りそう乙女の作法2』（つきによりそうおとめのさほう2）は、日本のアダルトゲームメーカーNavelより2014年12月19日に発売されたWindows用18禁恋愛アドベンチャーゲームである。萌えゲーアワード2013大賞を受賞した『月に寄りそう乙女の作法』の10数年後の未来を舞台としている。略称は「つり乙2」。2025年5月9日にFHDに対応したSteam版が発売された。

## 概要
Navelの第17作目であり、『月に寄りそう乙女の作法』『乙女理論とその周辺 -Ecole de Paris-』に続く「つり乙」シリーズ第3作目。Navel初のナンバリングタイトルとなっている。当初は「3部作」という構想は無かったが、前作『乙女理論とその周辺』の好評を受けて、いくつかの企画案の中から本作品の制作が決定。企画・シナリオ担当の東ノ助が2013年9月に企画書を提出し、制作が始まった。東ノ助には過去2作品でやれなかったことをやりたい思いがあったが、既存のキャラクターでは難しかったため、舞台やキャラを変えたナンバリングタイトルとした。
2014年5月30日、『電撃HIME』2014年7月号にて制作が発表された。
『月に寄りそう乙女の作法』から10数年後が舞台となっている。そのため、『月に寄りそう乙女の作法』のバッドエンドルートから進む『乙女理論とその周辺』の歴史は存在しないこととなっているが、『乙女理論とその周辺』の登場人物と思われる人物もほのめかされている。その後、後述の「桜小路ルナアフターアフターストーリー」によって『乙女理論とその周辺』のストーリーも本作の歴史に沿う形で展開されていた事が明らかになっている。
前2作と同様、原画は鈴平ひろ、西又葵が担当。企画・シナリオは『月に寄りそう乙女の作法』の共通・ルナルート他や『乙女理論とその周辺』のシナリオを担当した東ノ助が単独で務めている。
当初は2014年10月31日が発売予定だったが延期され、12月19日に発売された。
Limited Editionの特典として、『月に寄りそう乙女の作法』のヒロインで、Getchu.comの美少女ゲーム大賞キャラクター部門では史上初の2年連続1位を受賞した人気キャラクターである桜小路ルナの卒業時を描いた「桜小路ルナアフターアフターストーリー」と、2014年4月1日のエイプリルフール企画としてYouTube上で公開された「従兄妹理論とその中心」が、未公開エピソードも含めたゲーム形式で収録されている。
2015年2月27日に付属特典なしの通常版『Standard Edition』が発売。2016年11月25日には本編に主人公・桜小路才華のボイスを追加する『月に寄りそう乙女の作法2 アペンドディスク』、及び本編とアペンドディスクの内容がセットとなった『月に寄りそう乙女の作法2 FullVoice Edition』が発売された。
2017年5月26日につり乙2のヒロイン、エストと春子の後日譚作品となる『月に寄りそう乙女の作法2.1 E×S×PAR!!』が発売。
2017年12月22日につり乙2のヒロイン、ルミネと朔莉の後日譚作品となる『月に寄りそう乙女の作法2.2 A×L+SA!!』が発売。

## 作品
時間軸は『月に寄りそう乙女の作法』のルートから繋がっているが、東ノ助はどのルートかは明言していない。ただし主人公の名前に「桜小路」が入っていることで察してほしいと述べている。過去2作からクレジットで引き続き登場するのは大蔵衣遠、樅山紅葉、八十島壱与の3人。他にカトリーヌ・コレット（『乙女理論とその周辺』では名前のみのモブキャラ）、セシル・アグリコル（『乙女理論とその周辺』で朝日たちの下宿先の大家）、一般科クラスの教師のケメ子（ルナの元クラスメイト）が登場する。大蔵家一族の名前も登場する他、滋賀県生まれのナイスレディである才華の母親の会社の営業部長、着物デザイナーのミズホ、カトリーヌの幼なじみであるプランケット家の現当主と世界的な有名デザイナー、ジャスティーヌの伯母、などといった前作の登場人物らしき人物も語られる。
登場人物名は、前2作は金融機関名だったが、本作品は商業施設名から取っている。
東ノ助は元々良家のお嬢様と中流家庭の人との絡みや物語を書きたかった（注：『月に寄りそう乙女の作法』の柳ヶ瀬湊ルートを東ノ助は担当していない）こともあり、最初にプロットが出来たのは銀条春心ルートである。春心ルートが無ければ本作品は生まれなかったとも語っている。

## ストーリー
デザイナー志望の桜小路才華は、両親が卒業したフィリア学院日本校へ入学することを胸に抱き、ニューヨークから10数年ぶりに帰国した。しかし学院理事長で大蔵家の長でもある女性当主の「総裁殿」は、入学人数も少ないことから、服飾部門の男子部が来年から廃止することを決定した。伯父の大蔵衣遠から知らされてショックを受けた才華であったが、自らの夢を達成するため、学院の伝説のメイドの名前を借り、特別編成クラスの付き人として女装して学院に入ることを決意する。
フィリア学院の目の前に立ち、地下で学院と繋がっている66階建て高層マンション「桜の園」に住む才華は、年末に行われるフィリア・クリスマス・コレクションの服飾部門で最優秀賞を取り、自らがデザインをした服を着てモデルとして舞台に立つことにより両親を超えるという夢を達成するために、フィリア学院の少女たちと交流を深めていく。

## 登場人物

### 主人公
小倉 朝陽（こくら あさひ） / 桜小路 才華（さくらこうじ さいか）
声：遥うみ
身長：164cm 3サイズ：84（胸パット含む）/58/82
主人公。性別と素性を偽り、エストに仕えるメイド。フィリア学院服飾部門デザイナー科特別編成クラス1年生。マンション「桜の園」の2階に住んでいる。マンション「桜の園」のオーナーの一人。
父親の実家は日本の財閥を代表する“華麗なる一族”である大蔵家。母親の実家は旧華族の流れを汲む凋落した名門・桜小路家。両親はアパレルメーカーを経営し、父親はパタンナー、母親は世界的な服飾デザイナーである。幼少期は東京の「桜屋敷」で過ごすも、両親の起業に伴い渡米してニューヨークで育つ。
声が高くて華奢であり、顔が中性的。母親と同じく、生まれたときから白銀の髪、緋色の瞳、透けるような白肌の持ち主であり、直射日光に弱い。そのため、ニューヨークでは表舞台に一切出たことがない。母親譲りの容姿故に幼稚舎で避けられた過去があり、それ以降はしばらくウィッグで髪を隠し、さらに父方の姓を使っていた。帰国に際し日本語を思い出すのに使った教材が演劇のDVDであったため、話し方がやや芝居がかっている。日本人ではあるが、海外生活が長かったために日本の事に疎く、それとは別に考えが微妙にずれたところもある。自らは愛を与える人物と認識する八方美人な性格で、人を困らせることが大好きなドSである。特にルミネを困らせる事が好き。なお、才華はルミネの父・日懃の曾孫であるため、ルミネと仲がいい事自体には何も言われないようだが、幼少時に才華に関する事でルミネの反抗があったためか、日懃からはあまりよく思われていないらしい。また、現当主からも両親への感情が合わさって愛憎入り混じった複雑な感情を向けられている。
母親似であることを誇りにしており、母を超えることが目標。口癖の「大変に気分が良い」も母親譲り。父の技術は尊敬しているが、母に従う父を軟弱と思っている。しかし、大蔵の一族は誰よりも意思が強いと評しており、疑問を覚えている。幼少の頃、女装をした父が母に犯されているのを目撃してしまい、そのときの父の顔が美しすぎて、女装姿の父親にしか正常な性的興奮を覚えなくなる。以後他の女性に美を感じることができなくなり、ナルシストでもある才華は潔癖な凛々しさを求めて自らも女装するようになり、しかもそのときにデザインのインスピレーションが湧くようになってしまった。本人はトラウマと認識しているこの一件は父に対する反発心にも繋がり、父に対しては反抗期の子供のようになっているが、決して嫌っているわけではなく、父親の子供である事にも誇りを持っている。この事もあり、女装自体に抵抗はない。それどころか、デザインのための女装を日常的にしていられる今の状況をありがたく思っているところがある。
母の教えからプライドの高い性格をしており、当初エストの事はフィリア入学のために利用するだけで、主従関係もあくまで仮のものと考えていた。しかし、エストにあって自分にはなかったものを知って以降はその考えを改める。実際にテキスト上でも「ご主人様(仮)」や「従者(仮)」だったものから(仮)がなくなっている。エストの事は基本的に「お嬢様」と呼んでいるが、地の文章やアトレ達協力者しかいないような場では呼び捨てにしている。父親に教えを乞うて様々な事を高レベルでこなせるが、デザイン以外はいずれも劣っており、父に対する劣等感にも繋がっている。エストとの取り決めでは家事をしなくてもいい事になっているが、料理はよくしている。なお、本人は非暴力主義を自称しているが、エストの矯正の際には体罰をすることも多々ある。
名前は「才能が華開く」から来ており、衣遠が名付け親。母親が「毘沙門天」と名付けようとしたのを周囲が必死で止めた結果である。小倉朝陽という偽名は母が最も大切に思っていた桜屋敷の伝説のメイドからきている。
デザイナーとしては優秀であり、アメリカでも賞を取ったことがあるが、「いつも何か足りない」と言われ、それが何なのかわからず苛立っている。これは「自分は愛を与える側」であるという父とは正反対のある種傲慢な性格が作品にも表れているという評価から来ている。しかし、この考えを否定することは尊敬する母への否定であると考えている為、中々変えられずにいる。

### メインヒロイン
エスト・ギャラッハ・アーノッツ (Est Gealach Arnotts)
声：野々山紅
身長：156cm 3サイズ：86/55/84
朝陽がメイドとして仕える主人。フィリア学院服飾部門デザイナー科特別編成クラス1年生。「桜の園」の65階に住む。
アイルランド共和国のアーノッツ子爵家の四女。実家は地位を維持するため、ヨーロッパ各地のマフィアに名前を利用させている状況であるため、そんな実家から遠ざかるためにニューヨークで育った。姉三人の他、妹が一人おり、衣遠曰くいずれも似た容姿をしている。また、兄も最低一人はいる模様。
ブロンドの髪を持ち、貴族の品格を持つお嬢様ではあるが、上流階級と接することがほとんど無かったことから、教養や品性については大きく劣っており、メイドの朝陽から矯正されている毎日。ずぼらであり、寝る時は全裸とだらしない生活を送っている。デザインで夜更かしするせいもあり、寝起きは最悪。日本語は趣味である演劇の動画で覚えたことから、やや上品である。反面、母国語になると朝陽もジャスティーヌも一緒にいたくないと辟易するほど貴族にあるまじき低俗な発言が飛び出すため、朝陽も日本語を使わせるようにしている。意外と大食いなようで、食い意地が張っているところもある。また、底抜けに親切な面もある。普段は隠しているが、性格はSである。春心や弓からはミドルネームで呼ばれる。なお、ミドルネームの「ギャラッハ」はアイルランド語で「月」を意味する。
デザインに関してはアメリカのファッション誌で才華と最優秀賞を争うほどの実力の持ち主であり、「同時代に生まれた二人の若き天才」と呼ばれていた。しかし、授業の際にはそれらとは方向性の違うデザインを描いており、そちらの評価は散々なもの。才華が表舞台に出たことがなく、エスト自身もその姿を見せたことがないため、メールでのやり取りはあるが面識はない。才華が朝陽としてついた嘘が元で才華に対する印象は大きく悪化したものの、命を救われて以降は才華の事が気にかかっているもよう。
才華の父方の祖母はアイルランドの中でもアーノッツ家の領地出身であり、才華とは血縁関係がある可能性がある。しかし、真偽は衣遠でも調べる事ができず、不明のまま。
エストの命名は、キャラクターデザインの鈴平ひろである。
八日堂 朔莉（ようかどう さくり）
声：遠坂リリ
身長：155cm 3サイズ：82/54/81
フィリア学院演劇部門女優科一般クラス1年生。「桜の園」の44階に住む。
実家は岡山県で、中世の頃から教育に携わる八日堂家の娘。学校法人のある地元では最も権力がある名家である。同じ教育事業が主となる桜小路家とは仲が悪いが、本人は全く気にしておらず、アトレとも普通に会話している。家族構成は不明だが、姉が一人いる模様。
「イトウ・サクリ」（伊東 朔莉）の名前で子役の頃から海外で活躍している映画女優であり、受賞歴もあって知名度が高い。幼い頃からの夢である舞台女優となるために、一から勉強しようと入学した。
コミュニティ能力に欠けており、自身も認める変態的な性格であることから友人はいない。自称両性愛者であり、初対面となる朝陽の白銀の髪に惚れて告白してしまう。しかし本人に恋愛経験は無い。好物なのか、何かにつけてままかりを地元名物としてエストなどに渡している。また、自身と相性の悪いルミネとは何だかんだで上手く付き合っている。才華同様のSであるが、一方で若干ながらMの一面も持つ。
幼少の頃、一度だけ参加した桜小路本家の観桜会で、アトレと共に父に連れられて来ていた才華を偶然発見。屋敷内でウィッグを外し月明かりの下にさらされた才華の髪の美しさに惹かれて一目惚れし、正体もわからないまま「白銀の君」と呼んでいる。そのときの髪の色に合わせようと、自らの髪の毛も白く染めるようになった。さらに「桜の園」の自室も白一色にしている。最上級生時のコレクションで、憧れの相手と再会する自作演劇「白銀の君」を演じるのが夢である。舞台女優となる夢は初恋がきっかけとなっているが、自分が才華に合う人間とは限らないと考え、初恋を実らせようとは思っていない。
自身の経験上、他人の演技は全て見抜くことができる。その為、才華の正体は初対面でほぼ見抜いており、そのうえで黙っていた上に自分を警戒させるという形で協力していた。普段の性格は他人を遠ざける為の演技で素だと地元の訛りでしゃべる。
朔莉の命名は、キャラクターデザインの西又葵である。

銀条 春心（ぎんじょう はるこ）
声：奏雨
身長：144cm 3サイズ：87/57/83
フィリア学院服飾部門デザイナー科一般クラス1年生。一般試験合格組であり、試験で最も成績の良い新入生代表に選ばれた。愛称「パル子」。
東京都出身で、実家は共働きの中流家庭。弟が2人いる。現在は祖母が大家のアパートに1人暮らし。
人懐っこく、喋り方がやや幼稚で、いつも楽しい表情をしている。必要な知識の吸収力は高いものの、それ以外の事は苦手。フィリア学院の制服を改造しており、胸のリボンなどが他の生徒とは異なっている。
衣服制作には天才的な才能と技術を持っている。自作の服が原宿などで声を掛けられて雑誌に載るようになり、友人たちから衣服制作を頼まれるようになったが、交渉事が苦手なため、親友の一丸弓が間に入るようになった。評判が口コミで広がったことから、弓がネットショップ「ぱるぱるしるばー」をオープンし、人気を得るようになった。しかし衣装制作をすべてを一人で行っていることもあり、数はこなせていない。制作が遅れては弓からよく叱咤されている。才華やエストとはコンテスト向けか大衆向けかの方向性は異なるものの才能自体は二人より上。
小学生の頃に内臓破裂の重傷を負い、その頃のトラウマから朝に一人で目を覚ますとパニック症状を起こす。また、強いストレスを感じるのも内蔵に強い負担がかかり、下手すると命に係わるという二つの後遺症が残っている。人と争うのが苦手なのもこのため。
大蔵 瑠美音（おおくら るみね）
声：遥そら
身長：164cm 3サイズ：84/58/82
フィリア学院音楽部門ピアノ科一般クラス1年生。「桜の園」の64階に住む。ゲームや雑誌媒体では、ほとんどがカタカナのルミネ表記である。
大蔵家の前頭首であり既に90歳を超えていた日懃（にちぎん）が、才華の母親が身ごもった時に自分も子供が欲しくなり、18歳の超美人とできちゃった結婚によって生まれた長女。日懃は娘の世話がしたいために頭首の座を引退し、溺愛している。一族内では最年少だが、世代は衣遠達より一つ上のため、小さい頃から周りに叔母、大叔母と呼ばれてきた。甥孫である才華は「ルミねえ」と呼んでいるが、実際は才華と同学年の年下。才華のことは「才華さん」と呼んでいる。子供の頃の呼び方は「才華君」。
外に出ることができなかった才華にとって、唯一の同年代の遊び相手だった。これは才華が素の自分を出せる相手として才華の両親が頼んだ事だが、ルミネにとっても才華は素の自分が出せる唯一の相手であったため、幼少時はよく一緒に遊んでいた。その頃に遊んだ裁判ごっこが今でもお気に入りで、相手に注意するときは適当な罪状と判決を言い渡している。性格は真面目で、規則至上主義である。そのため、友人はいない。
小さいころに才華の目を懐中電灯の光で傷つけたことがあり、それ以来、才華の健康状態を非常に気遣う過保護な性格となった。また、才華の「お願い」には弱く、頼みを断ることができない。才華の女装についても最初は反対しながら協力している。なお、本人に自覚はないが、Mの気質がある。
将来の夢はピアニストであり、フィリア・クリスマス・コレクションの舞台でソロ演奏ができる3人に選ばれるのが夢。世界的にも名高い化粧品会社の社長でもある。その気になれば大蔵家を動かす力を持つが、実際に使うことは無い。
しかし、ピアノの評価には日懃の影響が絡んでおり、そのせいで自分の才能への評価を信じる事が出来なくなり、スランプに陥ってしまう。（実際、経験者からするとただ機械的に弾いているだけに聞こえるようである）

### サブキャラクター
梅宮 伊瀬也（うめみや いせや）
声：かわしまりの
身長：157cm 3サイズ：78/55/80
フィリア学院服飾部門デザイナー科特別編成クラス1年生。「桜の園」の22階に住む。ジャスティーヌが付けたあだ名は「いせたん」。京都府出身。
母親は才華の母の姉であり、才華の母のことを嫌って一切の交流を絶っていた。才華とアトレの従兄妹にあたるが、二人とは一度も面識はなかった。「桜の園」がアトレの持ち物であることも知らなかった。本人は才華の一家に対する敵愾心はないものの、思うところはあるため、アトレとは距離を置いている。
リーダーシップがあり、クラスでも影響力が強く、委員長を務めている。負けず嫌いで努力家であり、クラスでも成績はそこそこ良い。正義感も強いが、実際は気が弱く、相手に強く出られると引いてしまう。本人は気づいていないが、Mである。同じ単語を繰り返すことが多く、ボキャブラリーは今一つ。
全くの正反対ともいえるジャスティーヌとは入学当初こそ仲が悪かったものの、グループ制作を通じて仲が良くなっていき、E×S×PAR!!ではついに恋人紛いのような関係にまで発展してしまった。
大津賀 かぐや（おおつか かぐや）
声：はるかめぐみ
身長：170cm 3サイズ：118/59/89
伊瀬也のメイド。フィリア学院服飾部門デザイナー科特別編成クラス1年生。ただし本人の夢は建築デザイナーである。年齢は伊瀬也の4歳上。
普段は淡々としており、表情を変えないまま気怠い喋り方をしていることもあってとっつきにくい。主人である伊瀬也に対する口調はドSであるが、実際の性格はドMであり、ドSな性格の朝陽に目を輝かせている。しかし、エストルートではそれが好意に発展して興味本位で朝陽の正体を探ってしまい、才華の正体が暴かれるきっかけを作ってしまった。
ジャスティーヌ・アメリ・ラグランジェ (Justine Amelia Lagrange)
声：桐谷華
身長：135cm 3サイズ：68/46/65
フィリア学院服飾部門デザイナー科特別編成クラス1年生。「桜の園」の11階に住む。クラスでのあだ名は「ジャス子」。勝手につけられたあだ名だったが、本人も気に入ったのか、自分から呼ばせるようになった。
フランス旧名門貴族であるラグランジェ元伯爵家の一族の娘。叔父は駐日フランス大使の書記官である。
パリの名門服飾学校で講師を務めている伯母にデザインを学ぶ。デザインの腕は天才的で、プラハタハ賞など、ヨーロッパの学生デザイナーの登竜門である数々の賞でほとんど入賞している。かなりの気分屋で、気分がのらないときは全く筆を握らない。しかし、本気になれば才華やエストより上。
他のラグランジェ一族と同様にフランス至上の国粋主義者であり、性格もわがまま。しかし敬愛する伯母が、プロとしては決定的に足りないものがあり、それを日本人に学んだと教えてくれたため、自らも日本語を学び、留学してきた。また、流石に『乙りろ』のリリアーヌほど苛烈ではなく、わがままなだけで根は素直なところもある。
カトリーヌ・コレット (Catheline Colette)
声：佐々留美子
身長：145cm 3サイズ：82/57/83
ジャスティーヌのメイド。フィリア学院服飾部門デザイナー科特別編成クラス1年生。年齢は同級生より一回り以上離れている。日本語には不慣れである。
フランスのサヴォワ出身の孤児であり、村の修道院で育つ。ファッションデザイナーとして大成した幼馴染みに憧れデザイナーの道をめざし、幼馴染みと同じ学院に進み、幼馴染みが経営するブランドに就職するも、才能がないため辞めてしまった。しかし現在も服飾の勉強は続けている。
ラグランジェ家の使用人で一番の落ちこぼれであるが、誰も留学についてこなかったため、日本に来ることとなった。
1年経ったE×S×PAR!!の頃にようやく「～です」も覚えたが、やっぱり使い方を間違えている為、余計に変になってしまった。
桜小路 亜十礼（さくらこうじ あとれ）
声：川崎美鳥
身長：146cm 3サイズ：78/55/80
才華の実妹。才華は4月生まれ、自分は3月生まれの年子である。フィリア学院調理部門パティシエ科特別編成クラス1年生。ゲームや雑誌媒体では、ほとんどがカタカナのアトレ表記。「桜の園」の最上階に住み、表向きの大家となっている。
名前の由来は、母親が「亜十礼威無」（アテーナ）とつけようとしたのを周囲が必至で説得した結果。父方の祖母の名前が入っている。
容姿が日本人的であること、兄が陽の下に出られなかったり外見で悩んだりしたのは自分の責であると、才華に遠慮している部分がある。ただし才華のことを敬愛し、才華の力になることを生きがいとしている。そのため、女装入学についてもいち早く協力者となっている。兄妹仲は良好だが、アトレは才華をあまり異性として認識しておらず、才華自身もアトレとの肉体的接触を避けている節がある。
スイーツの部門のトップを目指しており、腕の方もなかなか。仏教好きであり、会話に仏教用語が混じることもある。服は和風ロリが好みであるため、ゴスロリ好みでブランドまで作ってしまった「総裁殿」とも話が合う。
女装した才華に一目惚れしてしまい、朝陽を「お姉様」と呼んで過剰に慕っている。積極的で行動力もあってリーダーシップがあり、朝陽に憧れる者が集まる朝陽倶楽部を創設して初代部長となる。最終的には1000人以上が集まる大所帯となっている。
山吹 九千代（やまぶき このちよ）
声：藤咲ウサ
身長：149cm 3サイズ：87/58/86
アトレのメイド。フィリア学院調理部門パティシエ科特別編成クラス1年生。スイーツ作りの腕はアトレより上であり、才華曰く二人の父親よりも上手いらしい。
伯母は先代の桜小路家に仕えるメイド長・山吹八千代であり、母の姉に当たる。才華とアトレには幼少の頃から付き添ってきた。才華のことは「若」と呼んでいる。
流されやすい性格であり、才華の女装入学については最初こそ反対するものの押し切られてしまい、協力者となる。
一丸 弓（いちまる きゅう）
声：深水もみじ
身長：153cm 3サイズ：86/56/83
春心の親友。フィリア学院服飾部門アパレル経営科一般クラス1年生。愛称「マルキュー」。春心は「きゅうたろう」と呼んでいる。
春心とは3歳のころからの親友。アパレル企業への就職後、自分の店を持つのが夢。春心と一緒にインターネット・ファッションブランド「ぱるぱるしるばー」を立ち上げ、社長としてホームページの作成や店の運営を行い、対外交渉を一手に引き受けている。他の一般クラスの生徒同様、改造した制服を着ている。
樅山 紅葉（もみやま もみじ）
声：三代眞子
身長：145cm 3サイズ：83/55/84
才華が幼少期に過ごした「桜屋敷」の元メイド。フィリア学院の講師であり、服飾部門デザイナー科特別編成クラスの担任。愛称「もみもみ」。
才華の母のメイドとしてフィリア学院に通い、卒業後も勉強を続ける。母親がアメリカに行く時も誘われたが、日本を離れる勇気が無く断り、講師となった。実家である広島の工場は親戚が継いでいる。小さいころは才華に服飾を教えたこともあり、師匠の1人である。今回の才華の女装入学にも協力する。
既に30代後半なのだが、背が小さくて童顔であるため、未だ10代に見られることが悩み。そのため、生徒に舐められるからと実力がありながらも今まで担任になれなかった。しかし、見た目や雰囲気に反して講義や採点にはドライで厳しい。
恋愛については何もかも知っているかのように話すのはメイド時代から変わらない。乙女ゲーム好きであり、実際の恋愛経験は一度もない。
八十島 壱与（やそしま いよ）
声：ビッグバン平太
身長：192cm 3サイズ：118/92/110
才華が幼少期に過ごした「桜屋敷」の元メイドであり、才華の両親が渡米後も「桜屋敷」を任され、現在は唯一のメイドでメイド長。広い桜屋敷を一人で維持し続けてきた。愛称「いよいよ」。ボディビルが趣味の女性で、紅葉とは同時期に「桜屋敷」へ雇われた。
才華のことを坊ちゃんと呼んで、息子同然に愛している。今回の才華の女装入学にも協力する。桜屋敷の維持と共に桜の園のコンシェルジュも務めている。衣遠とは以前告白してフラれた経験があるが、現在は気安い仲になっている。
大蔵 衣遠（おおくら いおん）
声：鳩万軍曹
身長：180cm
肩書きは大蔵家の秘書だが実質的運営者で、才華の伯父。元天才ファッションデザイナーでフィリア学院の元学園長代理。才華の名付け親でもある。
苛烈な性格で才能至上主義を掲げ、周囲から絶対の信頼を受けている。一方家族には甘く、現当主の「総裁殿」を裏切ることは無い。才華やアトレには特に甘く、二人の我儘については大抵のことを聞き入れている。大蔵家の当主争いが一応の解決を見てからは苛烈な性格は若干収まり、会社経営のほとんどは部下に任せてデザインも趣味でしか書いておらず、現当主の秘書に専念している。前当主の死後には当主の座を委譲される計画にはなっているものの、その前当主が誰もが予想しないほど長生きしている為、仕方なく今の地位に甘んじているという面もある。
今回の才華の女装入学についてはかつての弟と同じ偽名で同じ行動を取ろうとしている事に興奮を感じて積極的に協力し、総事業費550億円の66階建て超高層マンション「青山スカイレジデンス」を才華にプレゼントしている。
山県 大瑛（やまがた だいえい）
声：ういろう
身長：176cm
フィリア学院音楽部門ピアノ科一般クラス2年生。日懃の二男である大蔵富士夫（おおくら ふじお）の妾の子であり、未だ認知されていない。大蔵家の一員として認められず父親から捨てられ、母親も遊びまわっているため、長兄の大蔵駿我（おおくら するが）によってアメリカで育てられた。名字は母方の姓である。祖父の日懃からも疎まれているが、このような環境でも真っ直ぐ育ったその性格は現当主の兄に似ている為か現当主には気に入られている。
ピアノきってのホープであり、時々ミニリサイタルを開いている。穏やかな性格で人気は高く、二年女子の間では抜け駆け禁止の協定が結ばれているほど。昨年のフィリア・クリスマス・コレクションの総合部門では、優勝した動画作品にピアノのBGMで参加している。ただし、教員からの評価は芳しくない。

大蔵 アンソニー Jr（おおくら アンソニー ジュニア）
声：堀川忍
身長：185cm
フィリア学院美容部門美容師科一般クラス所属。愛称ジュニア。
母親は生涯独身主義を貫いた恋多き世界的なスーパーモデル、ビッチーノ・バッチコイーノ。大蔵富士夫の二男であるアンソニーとの一夜の出来事で妊娠するも、アンソニーには知らせなかった。2年前に亡くなり、遺書によってそのことが発覚。独身のアンソニーに認知され、援助されるようになる。しかし本人は大蔵家に興味は無く、大蔵家の晩餐会にも出席したことがない。
性格や言動は軽いが、美容師の腕は免許がないにもかかわらず予約待ちの状態であるほどの一級品。髪を切るのは仲の良い人物限定だが、母親の知り合いである有名人や芸能人が多い。日本人の美しい黒髪を切りたくて日本校に入学。入学式で朝陽の髪を見て一目惚れする。しかし、父とは正反対に女性への恋愛感情は求められれば応じるが、自分からは持たない。
ラフォーレ・ハンデルスバンケン(Laforet Handelsbanken)
声：ほうでん亭センマイ
身長：185cm
フィリア学院日本校総学院長。フィリア学院の創設者であり、世界的なデザイナーでもあるジャン・ピエール・スタンレーの古くからの友人であり、開業当初の会社を支えて「始まりの二年」を駆け抜けた『伝説の7人』の筆頭であり、信奉者であったことから「狂信者」と呼ばれた。現在はパリを本拠とする「スタンレー」のメーカーの副社長。
ジャンや衣遠、八千代とはベルギーでの学生時代に机を並べていた盟友である。外見は20歳代相当の若さである。彼が日本校の学院長に名乗りを上げた際には八千代は悲鳴をあげるほど嫌がっていた。
学生時代、才能はスタンレーに匹敵するとまで言われたデザイナーであり、完成度の高さからコンクールで勝つことはあったものの、デザインでは一度もスタンレーを追い抜くことができなかった。会社を立ち上げた後も、時間が間に合わないときにはスタンレーの代わりにデザインをするもののジャンには及ばないことから、「劣化したスタンレーのデザイン」と呼ばれるようになった。今では、ジャン以上の天才を人工的に作りあげることが自らの野望となっている。その対象として入学2日目にして才華に目を付けるが、すげなく断られたうえに才華の悪戯心を刺激してしまった事で逆に挑発されたため、対等の敵と認めた。
興奮すると日本語の「ハヒフヘホ」の発音がおかしくなる（テキスト上では「あいうえお」になる）。また、対等と認めた相手には敬語で話す。
エステル・グリアン・アーノッツ
声：野々山紅
アーノッツ家の三女でエストの双子の姉。髪型以外はエストと入れ替わっても両親にすら気づかれないほど瓜二つ。ミドルネームの「グリアン」はアイルランド語でエストの「月」と対になる「太陽」の意味。
自分が愛されていると信じて疑わない性格。いかにも女子うけの悪そうな性格ではあるが、立ち回り方が非常に上手いため、女友達も多い。子供の頃はデザイナーもやっていて、エストと二人で双子のデザイナーを目指す約束をしていたが、飽きっぽい性格のため、現在デザインは全く描いていない。エストはこの時の約束を未だ追い続けている為、彼女のゴーストになろうとしていた。エストがフィリア学院の提出物のデザイン画を普段と崩して描いているのはこれが理由。他人の物、特に身内の物であるほど欲しがる傾向があり、エストとモデルを入れ替わるためだけに平日にもかかわらず来日するなど、手段もリスクも全く択ばない。エストにわがままを無理やり聞かせてしまう事もあるが、姉妹仲は良好。
月に寄りそう乙女の作法2では台詞が一切ないCGのみでの登場だったが、 E×S×PAR!!で台詞付きで登場した。
アルタ・アルジェンテ
E×S×PAR!!の月に寄りそう乙女の作法0ストーリーに登場。
ジャンの開業当初の会社を支えた『伝説の7人』の一人。衣遠やジャン達と同期の天才彫金師。かつて故郷の財政が破綻し、破産した住民が溢れていた事から「富」を何より至上としていて金にがめつく、依頼料は法外に高い。しかし、それでも1年先まで依頼が埋まるほどの腕前を持つ。「ねずみ講で破産した〇〇が言ってた」が口癖。
入学当初から衣遠の反骨の瞳に一目ぼれしたが、その心が折れる瞬間が見たいという屈折した想いからそのライバルである学生時代から卒業後に至るまでジャンに協力している。

### 桜小路ルナアフターアフターストーリー
詳細については『月に寄りそう乙女の作法#登場人物』及び『乙女理論とその周辺 -Ecole de Paris-#登場人物』を参照のこと。
小倉 朝日（こくら あさひ）／大蔵 遊星（おおくら ゆうせい）
声：月乃和留都
身長：164cm
『つり乙』及び『乙りろ』の主人公。フィリア学院の男子部に通う二年生。元はデザイナー志望だったが、現在はデザインの道を諦め、自身が得意とする方面の道を目指している。
桜屋敷に来て以降はほとんど女装して過ごしていたためか、周囲からは「色気が上がった」などの評判がある。しかし、遊星自身は女装を続ける事に限界を感じ、また瑞穂が卒業後に桜屋敷を出る事で続ける理由もなくなるため、ルナ達の卒業と共に自身もメイドから卒業する事を決意する。
現在は大蔵の一族として認められており、りそなの成長に関わった事もあってか、特に疎んでいた父の本妻・金子の態度も随分と軟化した様子である。
桜小路 ルナ（さくらこうじ ルナ）
声：卯衣
身長：145cm 3サイズ：72/49/74
『つり乙』のメインヒロイン。今年でフィリアを卒業する女子部三年生。遊星の恋人かつ婚約者。
フィリコレでは三年連続で最優秀賞を獲得するものの、国内のコンクールでは結果を残せていない。一方、海外のコンクールでは評価されている事から、卒業後は活躍の場を海外に移す事を考えている。
上記のように三年連続最優秀賞の実績から、卒業式で挨拶をする卒業生代表に選ばれるものの、本人は乗り気ではない。遊星は「夫」で朝日は「恋人」というように、同一人物の二人を別個の人間のように扱い、共に愛していたが、遊星から二度と朝日になる事がなくなると告げられ、大きなショックを受ける。それから卒業までの間、何とか遊星を翻意にさせようと説得を続ける。
大蔵家の次期頭首争いの際には色々と協力しており、義兄である衣遠からは大きく感謝されている。
柳ヶ瀬 湊（やながせ みなと）
声：森谷実園
身長：154cm 3サイズ：87/57/84
『つり乙』本編のヒロイン。ルナ同様、フィリアを卒業する女子部三年生。遊星とは幼馴染。
フィリコレの班は三年間ルナと一緒だったようで、ルナからは卒業生代表の候補に挙げられている。卒業後は他の二人のように地元へは戻らず、東京へ残る事を決める。
ユルシュール＝フルール＝ジャンメール (Ursule=Fleur=Jeanmaire)
声：五行なずな
身長：157cm 3サイズ：88/55/80
『つり乙』本編のヒロイン。ルナ同様、フィリアを卒業する女子部三年生。愛称はユーシェ。
ルナとの勝負には負け続けだったものの、学校外のコンクールでは評価を得ている。元々ルナと競い合うのは日本校に通う三年間と決めていたようで、卒業後は日本を発つ事を決めている。
花之宮 瑞穂（はなのみや みずほ）
声：星咲イリア
身長：160cm 3サイズ：90/58/89
『つり乙』本編のヒロイン。ルナ同様、フィリアを卒業する女子部三年生。
東京で出来た初めての友人である朝日が男であった事には大きなショックを受けたものの、ある条件を果たす事を約束に許している。実際は約束を果たし終えていない頃から屋敷内で遊星として会う事は何度かあったものの、比較的普通に対応していたらしい。遊星とはルナ共々長い付き合いになると認識しており、現在では男嫌いもだいぶ緩和しつつある。卒業後は地元へ戻り、着物のデザイナーとしての道を目指す事を決める。
山吹 八千代（やまぶき やちよ）
声：松田理沙
身長：165cm 3サイズ：86/57/88
桜屋敷のメイド長兼フィリア学院臨時講師。本人曰く、ルナの心の姉。
ルナの幼少時からメイドを務めている事から、ルナを妹のようにも思っている。そんなルナに相手が出来た事にとても喜んでいる一方、恋愛面で初心なルナをからかって楽しんでいる面もある。遊星に対してはとても丁重に接しているが、朝日でいる時は今までと同じように接するなど、ルナ同様に同一人物の二人を別個に扱っている。
後に日本校の総学院長となるラフォーレはかつての同級生だが、学生時代によくない思い出があるようで、名前を聞いただけで嫌そうな顔をしている。
学生時代に両親が交通事故を起こし、その慰謝料によって発生した借金を返済するため、桜小路家からの計らいでメイドを務める事になった事がE×S×PAR!!で描かれた。衣遠の事を男性としてあり得ないと言っていたのはその時の酷い告白によるものだが、友人としてはそれほど悪く思っているわけではない。
サーシャ＝ビュケ＝ジャヌカン (Sacha=Bucquet=Janequin)
声：月代綾人
身長：178cm
ユーシェのメイド。戸籍上は女性だが、実際は男性。
ジャンの開業当初の会社を支えた『伝説の7人』の一人。ジャンに愛情を抱いていたためか、同じく『伝説の7人』の一人であり、その筆頭かつ「教信者」と呼ばれていたラフォーレを非常に毛嫌いしており、同じく嫌っている衣遠の方がマシだと言うほど。
大蔵 里想奈（おおくら りそな）
声：咲野かなで
身長：149cm 3サイズ：85/56/81
『乙りろ』のメインヒロイン。遊星の一つ年下の異母妹。フィリアのパリ校に通う二年生。
遊星とルナが観桜会に出席してまもなく、『乙りろ』と同じような経緯で大蔵家の次期頭首候補に据えられる。しかし、精神的に未熟であった事に加え、元学院長の妹であるため衣遠と比べられる事が多く、その重圧に耐え切れず不登校となってしまう。しかし、そんな自分を変えたいという思いから、自分と衣遠を比べる者も自分の支えとなる者もいないパリ本校で一からやり直す決意をする。パリ校では嫌がらせを受けようとも耐え続けていたが、クリスマスのある出来事で心が折れ、日本にいる遊星に助けを求めた。以降は遊星が朝日としてパリ校に留学して『乙りろ』と似たような物語が展開され、パリコレの最優秀賞に輝き、大蔵家の次期頭首となった。
作中ではパリ校の休暇の際、メリルとエッテを連れて帰国し、桜屋敷を訪れている。
メリル・リンチ (Meryl Lynch)
声：春野かがり
身長：148cm 3サイズ：80/55/81
『乙りろ』のヒロイン。フィリアのパリ校に通う三年生で対外的にはエッテのメイド。
天才的な服飾技術を持っており、その才能はルナも認めている。エッテの傾倒ぶり故にプランケット家からの印象は悪く、何らかの功績を残す事が学院へ通う条件だった。しかし、一年生時も二年生時もプランケット家が納得出来得る功績は残せず、エッテのメイドを辞めさせられそうになったが、出生の秘密が明らかになって事なきを得た。遊星が日本へ戻る際にその正体を明かされたが、特に気にしていなかった。
ブリュエット・ニコレット・プランケット (Bluette Nicolette Planquette)
声：戸世高梨衣奈
身長：160cm 3サイズ：88/55/82
『乙りろ』のヒロイン。フィリアのパリ校に通う三年生。パリにおけるりそなの初めての友人。
『乙りろ』本編とは異なり、りそなとは学年が違うが、りそながパリに来た当初から色々と気にかけていた。遊星が日本へ戻る際にその正体を明かされ、正義感の強さからその事実にどう対応するか悩むものの、メリル共々お世話になった事から秘密にし続ける事にした。
大蔵 駿我（おおくら するが）
声：北野大地
身長：178cm
『乙りろ』で登場した次男家の長男。アンソニーと共に桜屋敷を訪れ、頭首争いの際の様々な疑問の「答え合わせ」をする。頭首争いが一段落して以降は衣遠同様に丸くなったが、衣遠とは相変わらず犬猿の仲。ルナとは遊星（朝日）に惚れたもの同士で意気投合し、ルナと遊星の仲を全面的に認めた。
『つり乙２』本編でも名前のみ登場。自身の管轄がアメリカである事もあってか、アメリカで起業した才華の両親を何かと助けて、才華やアトレも色々よくしてもらっている。しかし、衣遠とは違って甘やかす事はしないようで、才華は駿我よりも衣遠を強く慕っている。
大蔵 アンソニー（おおくら アンソニー）
声：真中高目
身長：184cm
『乙りろ』で登場した次男家の次男。駿我と共に桜屋敷を訪れる。
『乙りろ』本編や『従兄妹理論とその中心』では遊星と朝日が同一人物であると認識していなかったが、現在はようやく認識した。

## スタッフ
- 企画・制作：Navel
- 原画：
  - 鈴平ひろ（才華、エスト、ルミネ、衣遠、アトレ）[2][15]
  - 西又葵（朔莉、春心、弓、紅葉）[2][15]
- サブ原画：
  - 白羽奈尾（伊瀬也、かぐや、ジャスティーヌ、カトリーヌ）[15]
  - 羽純りお（九千代）[15]
- 脚本：東ノ助[2]
- CG彩色監修：斉藤陽子
- CG：斉藤陽子、真希、ゆう、依織、まぐぅ
- 背景美術：コタロー、灯色
- システムグラフィック：まぐぅ
- インターフェースプログラム・タイトルアニメーション：Ko-Ta

## 主題歌
オープニングテーマ「Glitter」
作詞：西又葵 / 作曲：アッチョリケ / 編曲：鈴木マサキ / 歌：美郷あき
挿入歌「Love Slave」
作詞：西又葵 / 作曲：アッチョリケ / 編曲：非公開 / 歌：橋本みゆき
エンディングテーマ「Moon night Destiny」
作詞：西又葵 / 作曲：アッチョリケ / 編曲：AstroNoteS / 歌：佐咲紗花

## アペンド
Limited Editionの特典であるアペンドディスクをインストールするとメニュー画面に「Append」が追加される。
桜小路ルナアフターアフターストーリー「答えあわせのあとで、素敵なごきげんよう」
ルナと遊星が桜小路家の観桜会に参加した日から約一年後。周囲からより女らしくなったと言われる遊星だが、ルナ達の卒業が間近のある日に朝日である事を止めるとルナに告げる。これに反対するルナだが、朝日である事を続けていた理由である瑞穂との約束は既に果たし終わっている事もあり、遊星の決意は変わらなかった。遊星と朝日、二人にいて欲しいと願うルナは何とか遊星の決意を翻意にさせようとする。
なお、本シナリオでは下記の「従兄妹理論とその中心」の出来事が実際にあった事になっている。さらに「ルナAFTER STORY」と「従兄妹理論とその中心」の間で乙女理論とその周辺のストーリーがどのように展開されていたのかも断片的に語られている。まとめると『つり乙』でルナエンドを迎えた上で『乙りろ』のりそなシナリオが展開されたと言ったところ。
従兄妹理論とその中心
大蔵家の次期頭首争いが終わり、しばらく経ったある日、駿我は次期頭首となったりそなに電話で呼ばれ、遊星とりそなが暮らすアパートへ向かう。そこにはりそなだけではなく、衣遠とアンソニーもおり、遊星は何と記憶喪失になっていた。しかもアンソニーが吹き込んだ嘘により、駿我と衣遠の二人は遊星(朝日)の恋人と言う設定で遊星が記憶を取り戻すために動く事となる。
概要の項にある通り、元は2014年4月1日のエイプリルフール企画であり、ゲーム形式となった際に不必要な部分を削除し、駿我と衣遠のそれぞれのエピソードを選択肢で選ぶようになった以外は同じである。